# Andrej Markov
Andrej Andrejevič Markov (rusky Андрей Андреевич Марков; 14. června 1856, Rjazaň – 20. července 1922, Petrohrad) byl ruský matematik. Je znám pro své teorie stochastických (náhodných) procesů. Jeho objevy byly později nazvány Markovovými řetězci.
Je po něm pojmenován měsíční kráter Markov.